# Svartvattnet (Högsjö socken, Ångermanland)
Svartvattnet är en sjö i Härnösands kommun i Ångermanland och ingår i Ångermanälven-Gådeåns kustområde.